# Werthhoven

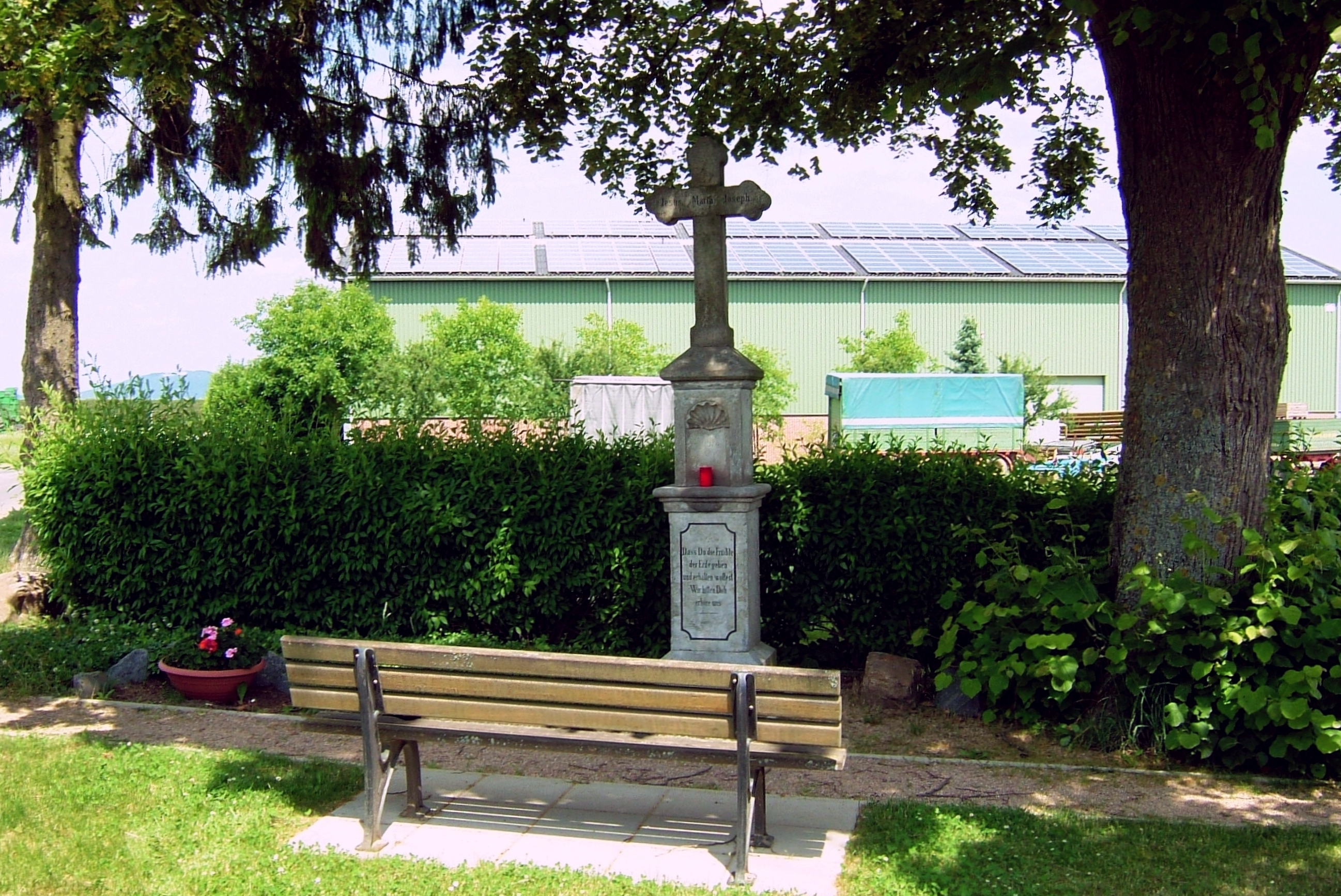
Werthhoven – Weißes Kreuz am Züllighovener Weg

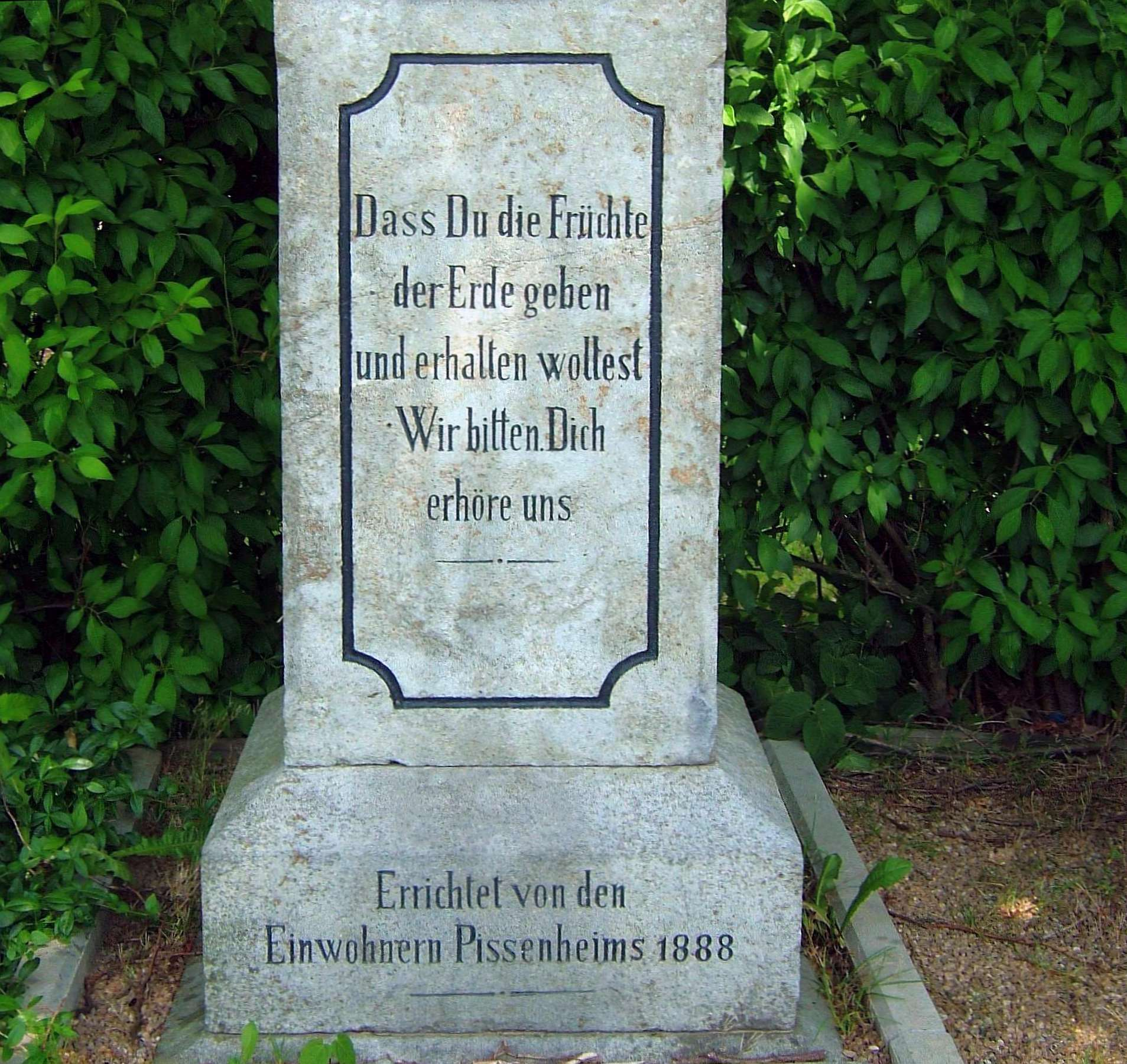
Weißes Kreuz – Sockel

Werthhoven ist eine Ortschaft der Gemeinde Wachtberg im nordrhein-westfälischen Rhein-Sieg-Kreis, südlich von Bonn.
Es gehört mit 12 weiteren Dörfern zum Drachenfelser Ländchen.
Bis zum Jahre 770 hieß der Ort Pisinhaim, was um 856 zu Piscenheim und um 898 zu Pissunhaim wurde. Der mittelfränkischen Dialektgruppe ist der spätere Name Pissenheim zu verdanken. 1934 wurde der Ort nach seiner ältesten Hofanlage, dem aus einem fränkischen Gutshof entstandenen „Werther Hof“, in Werthhoven umbenannt. Der oft falsch verstandene, als anrüchig empfundene einstige Name Werthhovens spiegelt sich heute in der umgangssprachlichen Bezeichnung Pössem wider.
Am 1. August 1969 wurde die Gemeinde Werthhoven durch das Bonn-Gesetz mit den übrigen Gemeinden des Amtes Villip sowie den Gemeinden Adendorf, Arzdorf und Fritzdorf des Amtes Meckenheim zur neuen Gemeinde Wachtberg zusammengeschlossen, die zusammen mit den übrigen Teilen des gleichzeitig aufgelösten Landkreises Bonn (soweit nicht nach Bonn oder Wesseling eingemeindet) in den Siegkreis eingegliedert wurde, der seitdem Rhein-Sieg-Kreis heißt.
Werthhoven hat 1.062 Einwohner und ist damit ein Ort mittlerer Größe der dreizehn Dörfer umfassenden Gemeinde Wachtberg.
In Werthhoven befindet sich mit der St.-Jakobus-Kapelle ein im 9. Jahrhundert erstmals erwähntes Kulturdenkmal. Innerhalb der Gemarkung des Ortes liegen zudem der höchste Punkt der Umgebung mit 269 m ü. NN und das Radom des Fraunhofer-Institut für Hochfrequenzphysik und Radartechnik (vormals FGAN).

## Ortsausschuss
Innerhalb der Gemeinde Wachtberg bilden die Ortschaften Ortsausschüsse. Der Ortsausschuss Werthhoven hat zehn Mitglieder. Vorsitzender ist Steffen Kömpel (CDU), sein Stellvertreter Siegfried Vogel (Unser Wachtberg).